# Białaczów (gemeente)
De gemeente Białaczów is een landgemeente in het Poolse woiwodschap Łódź, in powiat Opoczyński.
De zetel van de gemeente is in Białaczów.
Op 30 juni 2004 telde de gemeente 6043 inwoners.

## Oppervlakte gegevens
In 2002 bedroeg de totale oppervlakte van gemeente Białaczów 114,49 km², waarvan:
- agrarisch gebied: 53%
- bossen: 37%

De gemeente beslaat 11,02% van de totale oppervlakte van de powiat.

## Demografie
Stand op 30 juni 2004:
| Omschrijving                   | Totaal | Totaal | Vrouwen | Vrouwen | Mannen | Mannen |
| ------------------------------ | ------ | ------ | ------- | ------- | ------ | ------ |
| eenheid                        | aantal | %      | aantal  | %       | aantal | %      |
| inwoners                       | 6043   | 100    | 3057    | 50,6    | 2986   | 49,4   |
| bevolkingsdichtheid (inw./km²) | 52,8   | 52,8   | 26,7    | 26,7    | 26,1   | 26,1   |

In 2002 bedroeg het gemiddelde inkomen per inwoner 1316,63 zł.

## Administratieve plaatsen (sołectwo)
Białaczów, Kuraszków, Miedzna Drewniana, Ossa, Parczów, Parczówek, Petrykozy, Radwan, Sędów, Skronina, Sobień, Wąglany, Zakrzów, Żelazowice.

## Aangrenzende gemeenten
Gowarczów, Końskie, Opoczno, Paradyż, Sławno, Żarnów

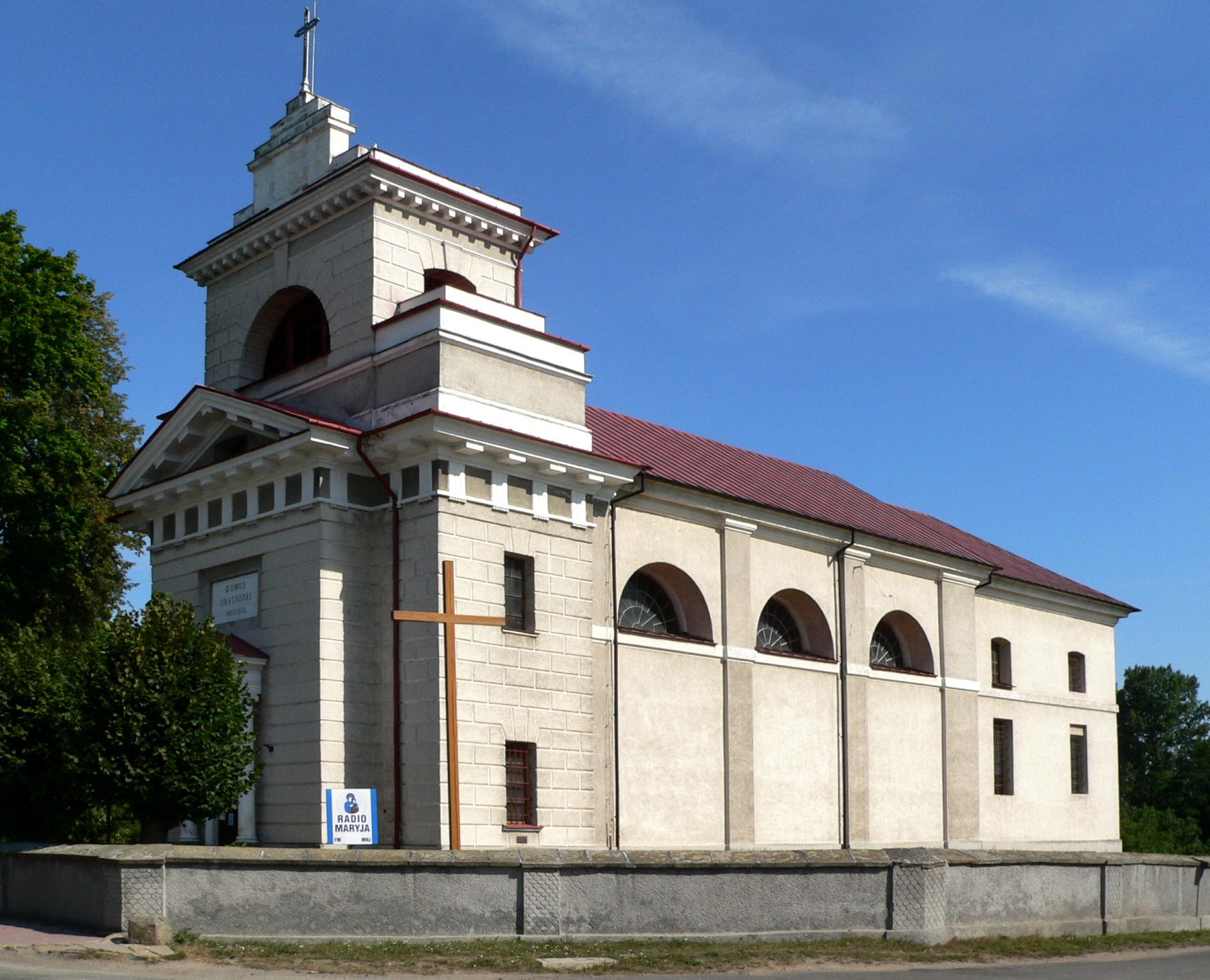
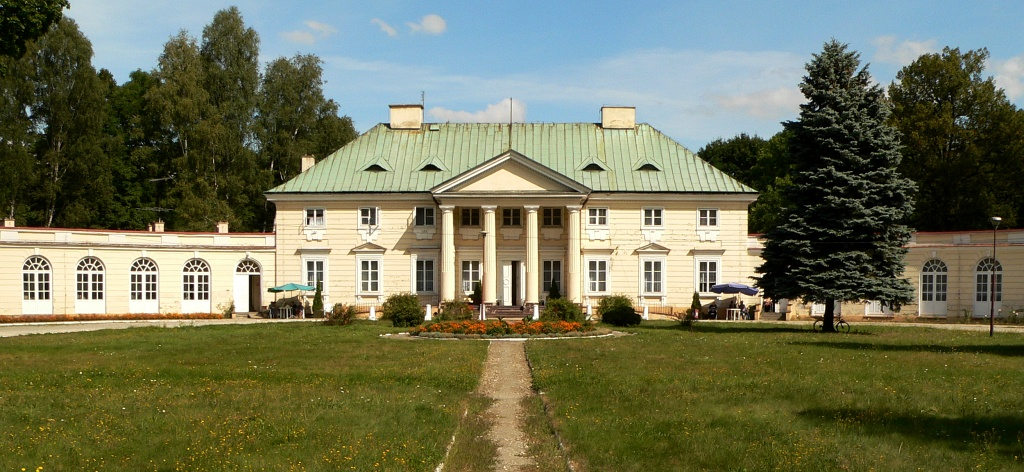
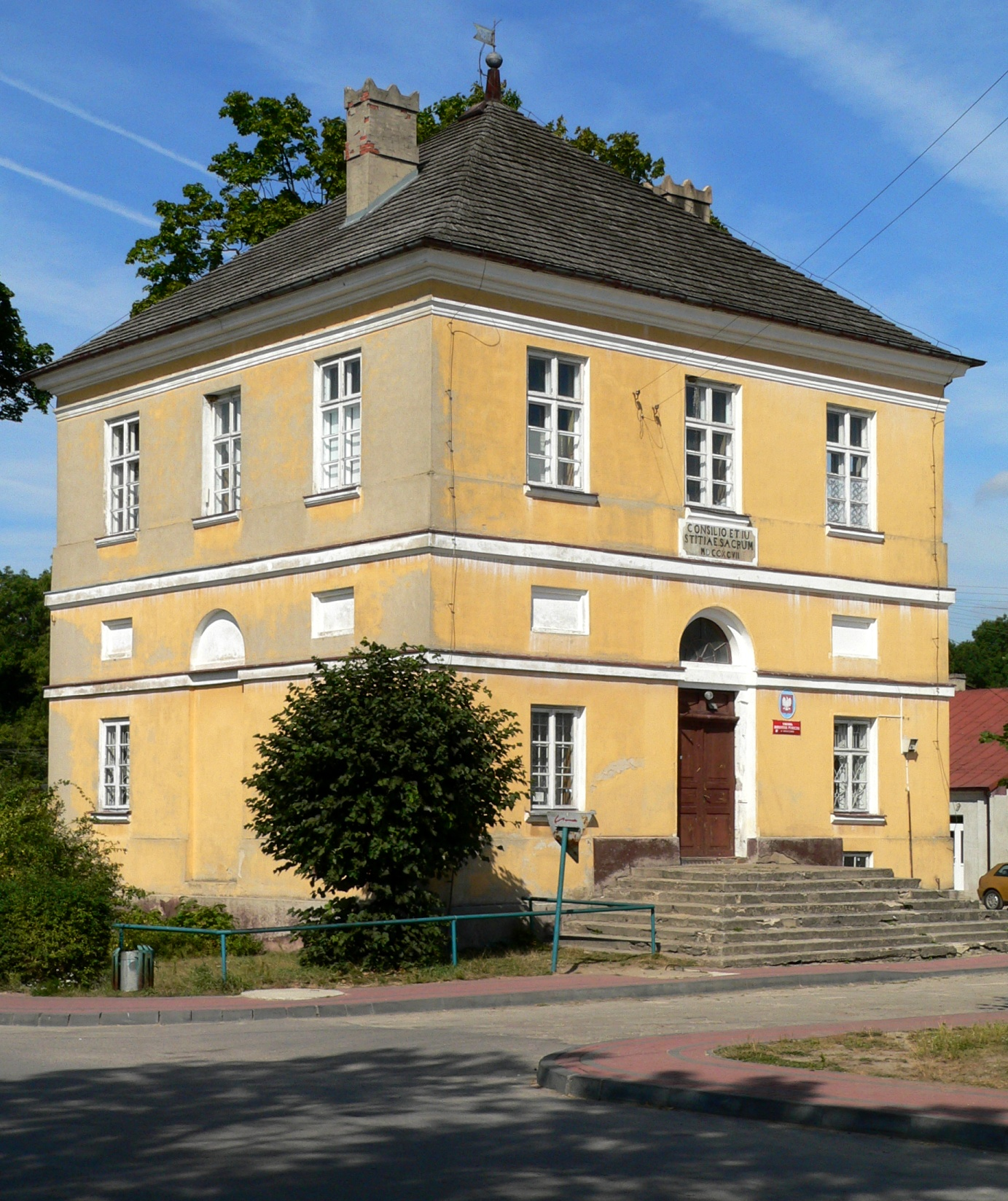